# Ист Гринвил (Пенсилванија)
Ист Гринвил (енгл. East Greenville) град је у америчкој савезној држави Пенсилванија.

## Демографија
По попису из 2010. године број становника је 2.951, што је 152 (-4,9%) становника мање него 2000. године.
| Група             | 2000.         | 2010.         |
| Белци             | 2.948 (95,0%) | 2.711 (91,9%) |
| Афроамериканци    | 28 (0,9%)     | 67 (2,3%)     |
| Азијати           | 16 (0,5%)     | 29 (1,0%)     |
| Хиспаноамериканци | 82 (2,6%)     | 97 (3,3%)     |
| Укупно            | 3.103         | 2.951         |